# Pronkboon

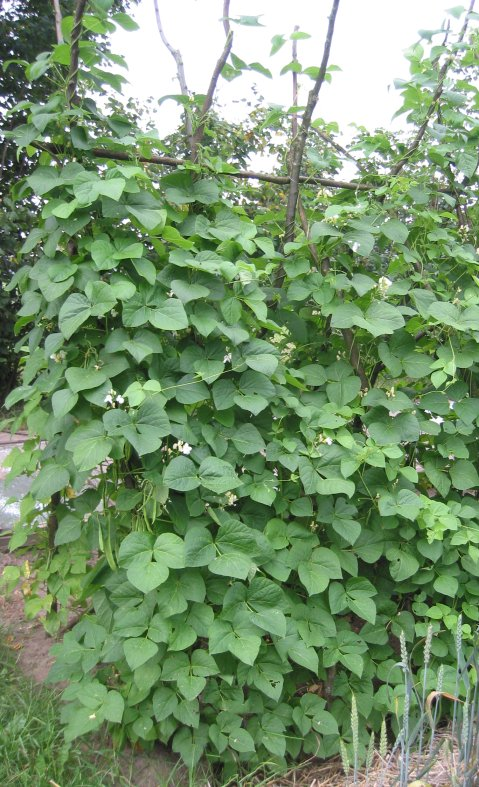
pronkboon

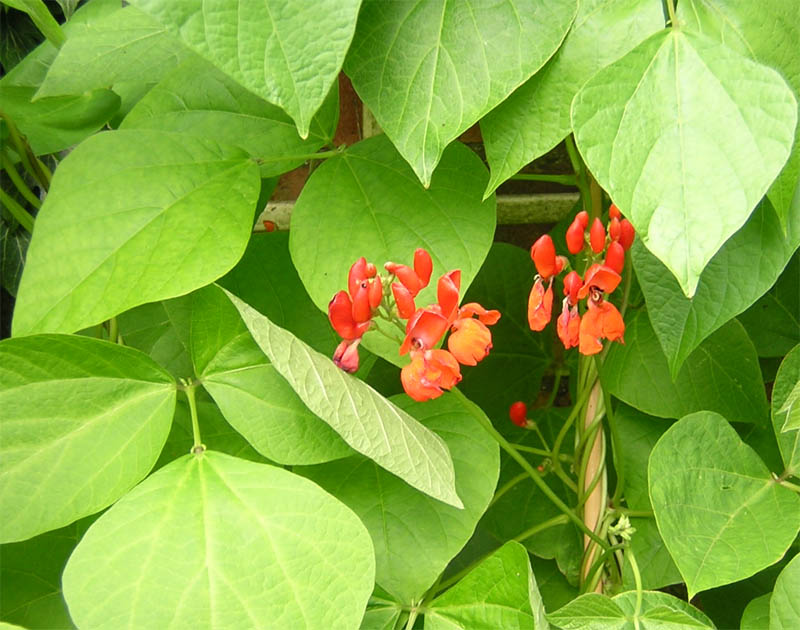
roodbloeiende pronkboon

De pronkboon (Phaseolus coccineus), ook wel Roomsche Boonkes genoemd, is een plantensoort uit de vlinderbloemenfamilie (Leguminosae). De pronkboon wijkt plantkundig sterk af van de andere Phaseolus-soorten. Zo blijven de kiemlobben onder de grond en komt vrij veel kruisbestuiving voor.
De plant komt oorspronkelijk uit de berggebieden van Centraal-Amerika en Mexico en werd in de 17e eeuw naar Europa gebracht. Het vermoeden bestaat dat de pronkboon afstamt van de wilde soort Phaseolus formosus. De klimplant is in Nederland eenjarig en rechtswindend, doch er komt ook een "stamvariant" voor. De bloem is trosvormig, en de bloei vindt plaats van juni tot eind september. De plant is weinig vatbaar voor ziekten en heeft weinig last van ruwe weersomstandigheden. Doordat de plant niet snel kapotwaait wordt hij vanouds als windkering om snijbonen, augurken, en vroeger ook bij tabak gebruikt.

## Consumptie
De pronkboon wordt evenals de snijboon gesneden gegeten. De pronkboon heeft een meer uitgesproken smaak dan de snijboon. De peul is groen en 25-29 cm lang. Wanneer pronkbonen ouder worden, ontstaat een vezelige draad op de rugnaad van de boon. Deze moet voor het koken verwijderd worden, tegelijk met de harde, droge uiteinden van de boon. Er is ook een ras dat geen draad vormt. Van rijpe peulen kunnen alleen nog de zaden gegeten worden. De zaden kunnen zowel vers als gedroogd en daarna weer geweekt gegeten worden. In Nederland worden ze dan 'scheiers' genoemd.

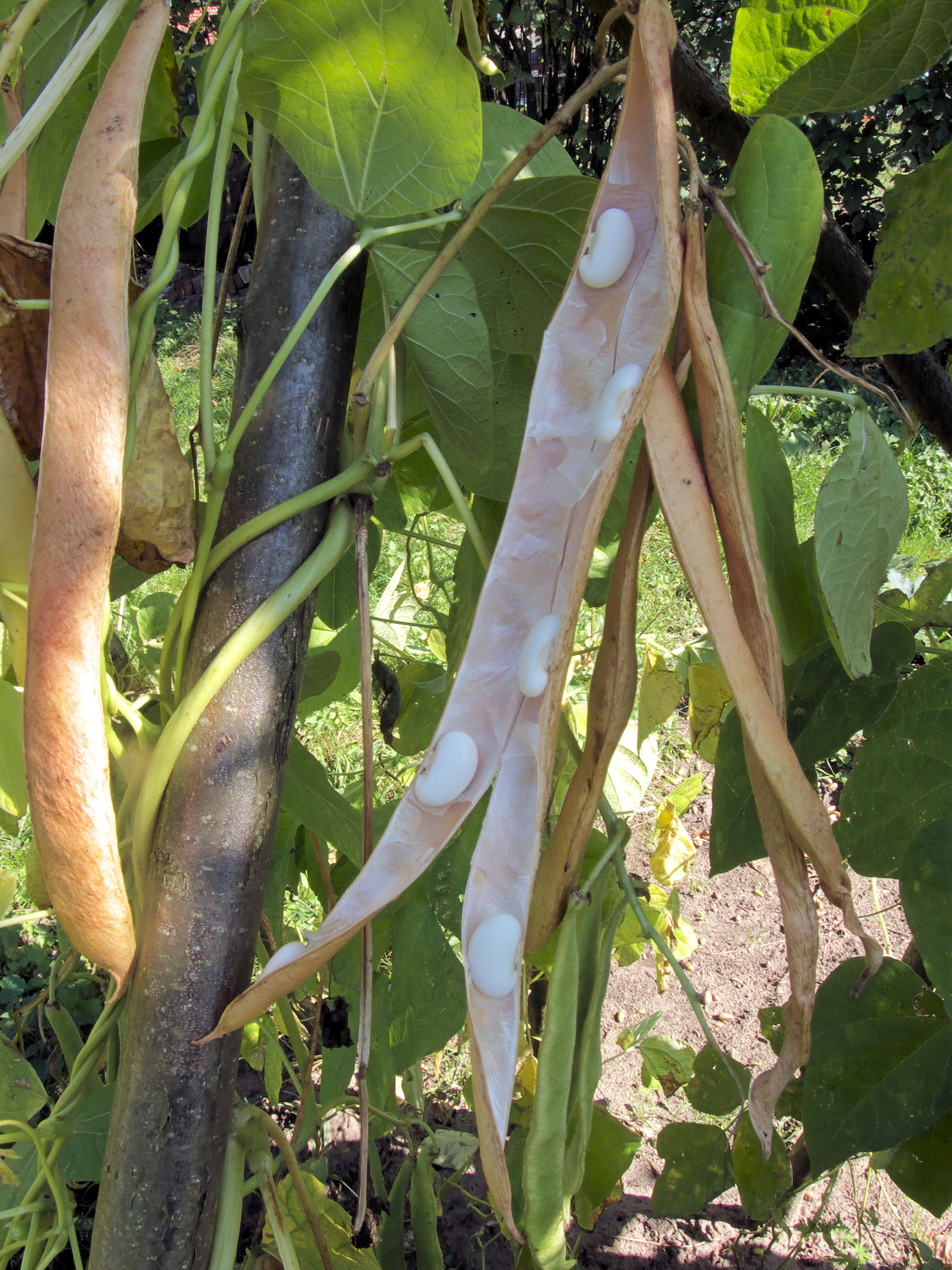
Rijpe bonen

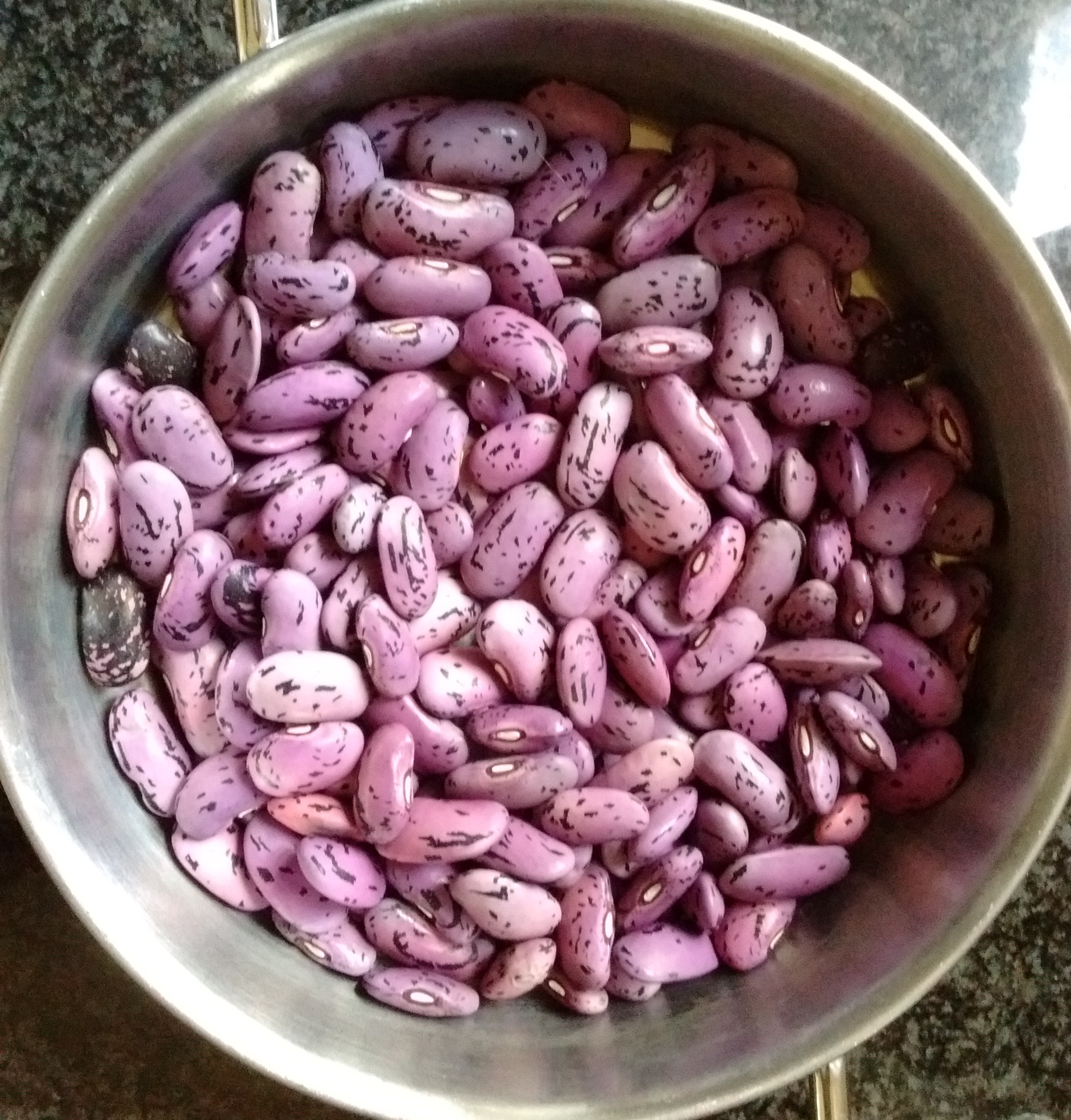
zaden pronkboon

## Teeltwijze
De klimmende pronkboon wordt aan bonenstaken geteeld. De staken kunnen in twee rijen als een hok gezet worden, zoals op de foto of met drie of vier aan elkaar gebonden.
De plantafstand is 30-50 cm in de rij en 120-140 cm tussen de rijen. De pronkboon wordt ter plaatse gezaaid, in Nederland vanaf 15 mei tot eind juni. Meestal worden een tot twee zaden per staak gelegd. Bij meer zaden per staak treedt later veel bloemrui op, vooral bij warm en droog weer. Ook kunnen de planten voorgetrokken worden en later buiten uitgeplant. Bij voortrekken worden eind april twee zaden in potten van 12 cm diameter gelegd. Na opkomst wordt eventueel één kiemplant weggeknepen. Half mei (na de IJsheiligen) wordt er uitgeplant. De oogst begint eind juli en duurt tot eind augustus. Voor latere oogst moet half juni nog een keer gezaaid worden. Hiervan kan dan vanaf de derde week van augustus tot de eerste nachtvorst geoogst worden.
De rijpende peulen onderdrukken de vorming van nieuwe bloemen. Daarom moeten de peulen wekelijks geplukt worden, zodat de plant blijft dragen.

## Rassen
Naast roodbloeiende rassen komen ook wit-, rood-wit-, en rosebloeiende rassen voor. De roodbloeiende rassen zijn sneller vliezig en vatbaarder voor vetvlekkenziekte. (Pseudomonas phaseolicola).
Een bekende roodbloeiende pronkboon is:
- 'Prijswinner'

Witbloeiende klimmende rassen die in Nederland geteeld worden zijn:
- 'Emergo'; met draad
- 'Dominant'; met draad
- 'Désirée'; zonder draad
- 'Excelsior'; met draad, en heeft de langste peulen (35-40 cm)

Klimmende rassen met een specifieke sierwaarde zijn:
- 'Scarlet Runner'; met oranjerode bloemen en paarse zaden met donkere strepen en vlekken
- 'Painted Lady'; met rood-met-witte bloemen
- 'Celebration'; bloeit zacht rose
- 'Riley'; bloeit zalmrood
- 'Sun Bright'; heeft rode bloemen met een goudkleurig blad

Een bekende stampronkboon is:
- 'Hestia'; met rood-witte bloeiwijze als 'Painted Lady'

Een bijzondere pronkboon met zeer grote witte zaden is:
- 'Boerentenen'

Enkele bekende landrassen zijn:
- 'Groninger Pronkboon'; roodbloeiend klimmend ras met paarse zaden met zwarte spikkels
- 'Stiense Boon'; roodbloeiend klimmend ras met paarse zaden met zwarte spikkels
- 'Kollumer Pronkboon'; roodbloeiend klimmend ras met zwarte zaden

## Inhoudsstoffen
100 gram vers product bevat:
- energie 105 kJ
- 3 gram koolhydraten
- 3 gram eiwit
- 0,3 g vet

Mineralen:
- 40 mg calcium
- 0,8 mg ijzer

Vitaminen:
- 0,20 mg caroteen
- 0,07 mg B1
- 0,06 mg B2 en
- 15 mg C

## Siergewas
Roodbloeiende rassen worden veelal voor de sier geteeld.

## Stikstofbinding
Veel soorten uit de vlinderbloemenfamilie hebben de speciale eigenschap om bacteriën in wortelknollen in symbiose te onderhouden en die bacteriën zijn in staat om (di)stikstof uit de lucht te binden, waardoor vlinderbloemigen geen of veel minder meststoffen nodig hebben om te groeien. Hierdoor kunnen ze ook veel meer eiwitten produceren dan andere planten.